# Záplevák podzimní
Záplevák podzimní (Helenium autumnale) je vysoká, hvězdnicovitá, trsnatá rostlina s četnými žlutými, často červeně prokreslenými květními úbory na větvených stoncích. Je to druh z rodu záplevák, který bývá často pěstován a používán v okrasném zahradnictví, hlavně jako květina vhodná na trvalkové záhony.

## Rozšíření
Rostlina pochází ze Severní Ameriky a evropskými zahradníky je pěstována již od roku 1792. Od té doby se rozšířila téměř po celé Severní Americe, Evropě a přilehlých oblastech Asie. V zemích, kde je nově vysazována, se ve volné přírodě občas vyskytují její spontánně vzniklé semenáče, nechová se však invazně a příliš se nerozšiřuje.

## Ekologie
Rostlinám nejlépe vyhovují teplá a osluněná místa, snášejí jen krátký polostín, preferují vlhkou a propustnou půdu s dostatkem organické hmoty. Jejich přirozená stanoviště se nacházejí na vlhkých loukách v blízkosti lesů a močálů, na špatně odvodněných pastvinách a opuštěných polích podél vodních toků a nádrží. Snesou i krátkodobé zaplavení.
Vykvétá poměrně pozdě, zpravidla až v polovině srpna a postupně kvete až do podzimu. Je vděčný během léta za občasnou zálivku a za každoroční doplňování spotřebovaných živin. Před příchodem zimy nutno odkvetlé rostliny seříznout na 10 cm. Je sice rostlinou dlouhověkou, ale pro zachování bohatého kvetení se doporučuje přesazení co pět let; přesazovat nebo rozdělovat trsy je nutno v předjaří, nikoliv na podzim. Protože koření mělce, nedoporučuje se okopávání. Po včasném seříznutí odkvetlých lodyh rostliny často remontují.

## Popis
Vytrvalá bylina dorůstající do výšky 50 až 150 cm. Na jaře z kořene s plytce uloženými oddenky vyrůstají trsy listových růžic (za květu již uschlých) a z nich pak rostou lodyhy. Ty jsou přímé, v horní části větvené, velmi pevné a na průřezu hranaté s výraznými křídly. Jsou porostle střídavými, sbíhavými listy, až 12 cm dlouhými a 4 cm širokými. Listové čepele bývají podlouhlé, kopinaté až eliptické a sytě zelené, k lodyhám přisedají nebo mají krátké řapíky a po obvodě jsou drobně zoubkované. Lodyhy i listy bývají různě intenzivně chlupaté.
V horních částech lodyh a jejích větví vyrůstají, z paždí listenů podobným listům, dlouhé stopky početných, vypouklých, žlutých květních úborů; statná rostlina jich může mít až sedmdesát. Žlutohnědé středové, pěticípé, trubkovité kvítky (více než 100) jsou oboupohlavné. Žluté obvodové, jazykovité kvítky (8 až 20) jsou samičí, jejich široce paprskující a mírně svěšené liguly bývají tří až pětiklané. Zákrov úborů je dvouřadý, vnější listeny brzy odstávají a ohrnují se nazpět. Mezi hlavní opylovače patří včely, čmeláci i motýli přilétající sát nektar nebo sbírat pyl.
Plody jsou tmavohnědé, vejčité, žebernaté nažky, 1 až 2 mm velké, jež jsou na vrcholu věnčeny pěti až osmičetným chmýrem. Rostliny se nejjednodušeji se rozmnožují semeny (nažkami), z nichž obvykle vyroste vícebarevná směs.

## Využití
Záplevák podzimní je jedním z nejvíce pěstovaného hybridního druhu záplevák zahradní (Helenium hybridum hort.), je od něj také odvozena většina kultivarů.
Bylo vyšlechtěno více než třicet kultivarů odlišně vysokých, v jinou dobu kvetoucích a hlavně s rozličně zbarvenými a tvarovanými úbory. Jako příklad jsou uváděny oranžový 'Chippersfield Orange', zlatý 'Butterpat', sytě žlutý 'Pumilum magnificum', červenohnědý 'Bruno' a další. Rané odrůdy, kvetoucí asi o měsíc dříve, jsou nižší a více větvené než pozdní a za příznivých podmínek vykvétají po odkvětu znovu.
V okrasných, plně osluněných záhonech se používají v kombinaci s jinými vysokými trvalkami nebo jako pozadí pro nižší rostliny. Pro svou potřebu dostatku vody se vysazují i do jezírkových partií. Kvetou velmi dlouho a jsou vhodné i k řezu, např. kultivary 'Kanaria' a 'Septembergold' vydrží ve váze velmi dlouho.

## Toxicita
Býložravci se této rostlině vyhýbají, protože její listy, květy i semena jsou hořké a toxické, obsahují seskviterpenické laktony. Pokud sežerou větší množství, např. v seně, může u nich dojít k poškození zažívacího ústrojí, jater i ledvin a vzniku nekrózy v plících.

## Galerie

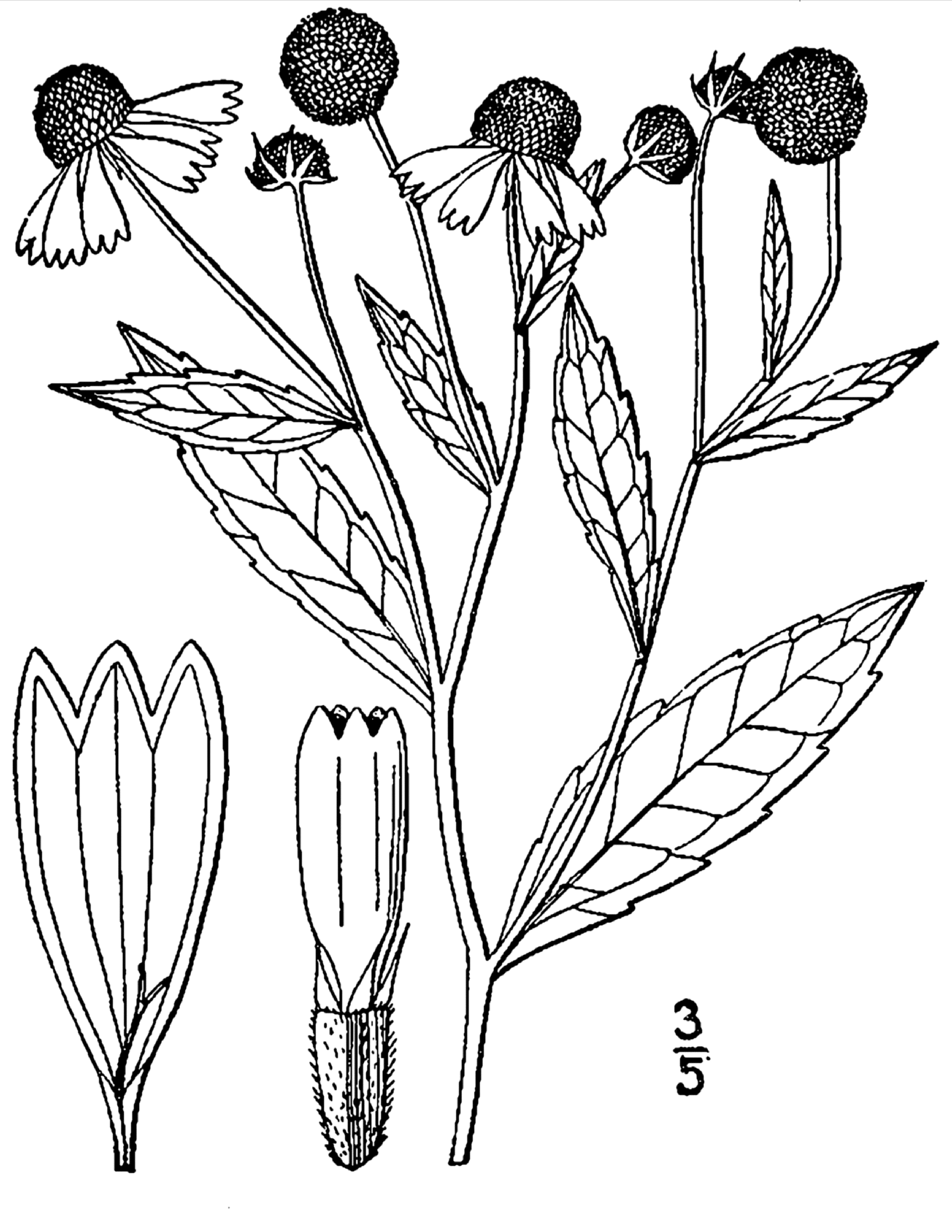
Nákres zápleváku podzimního
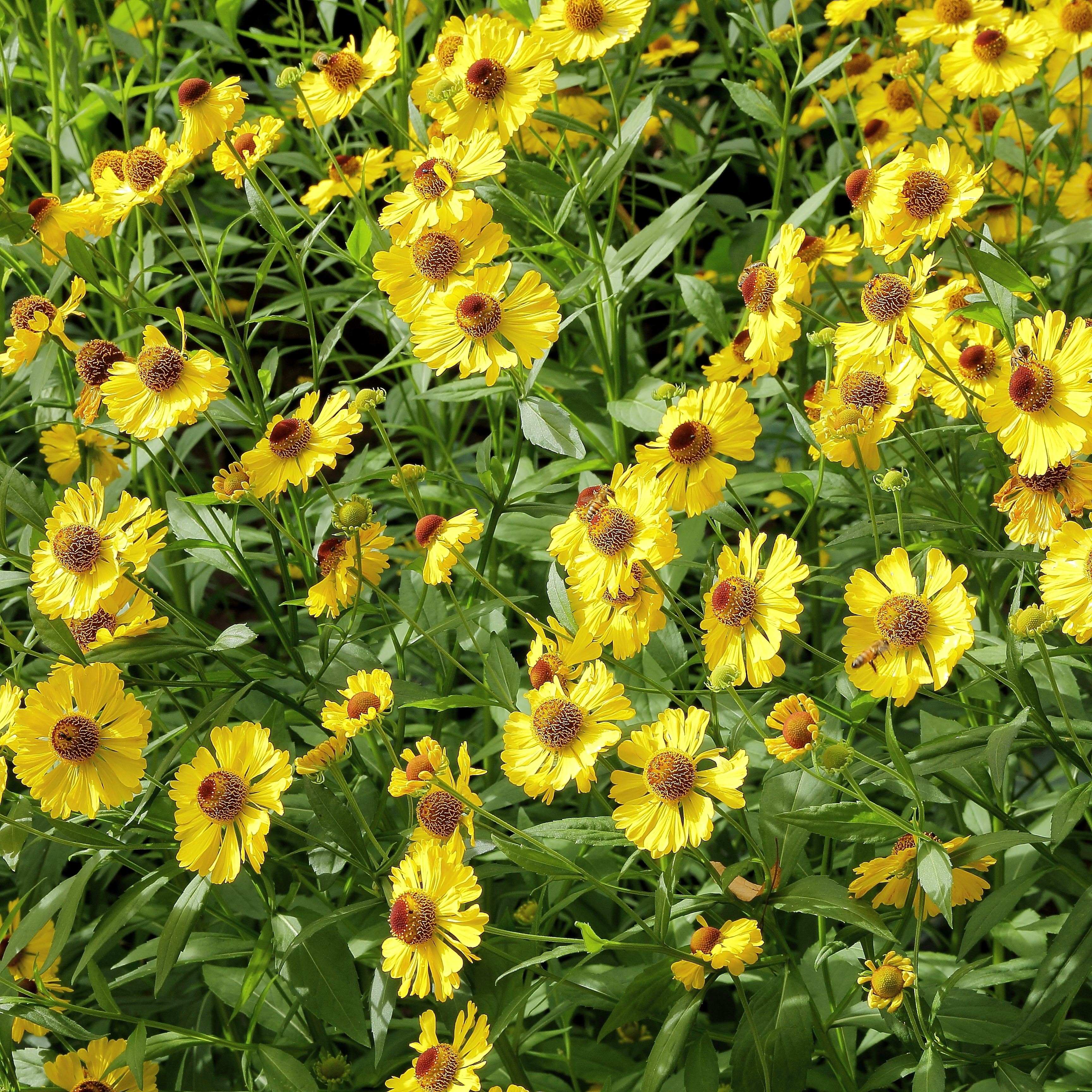
Kvetoucí záhon
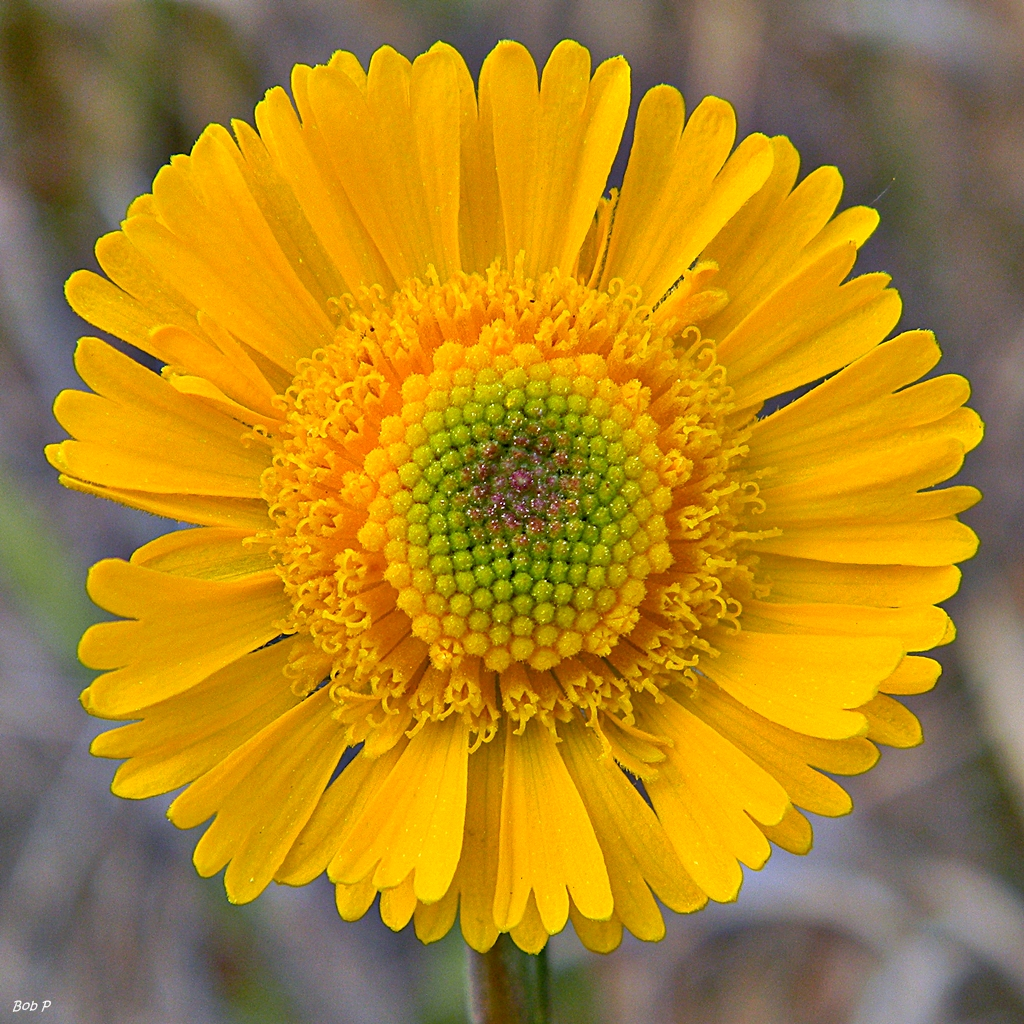
Rozkvétající úbor
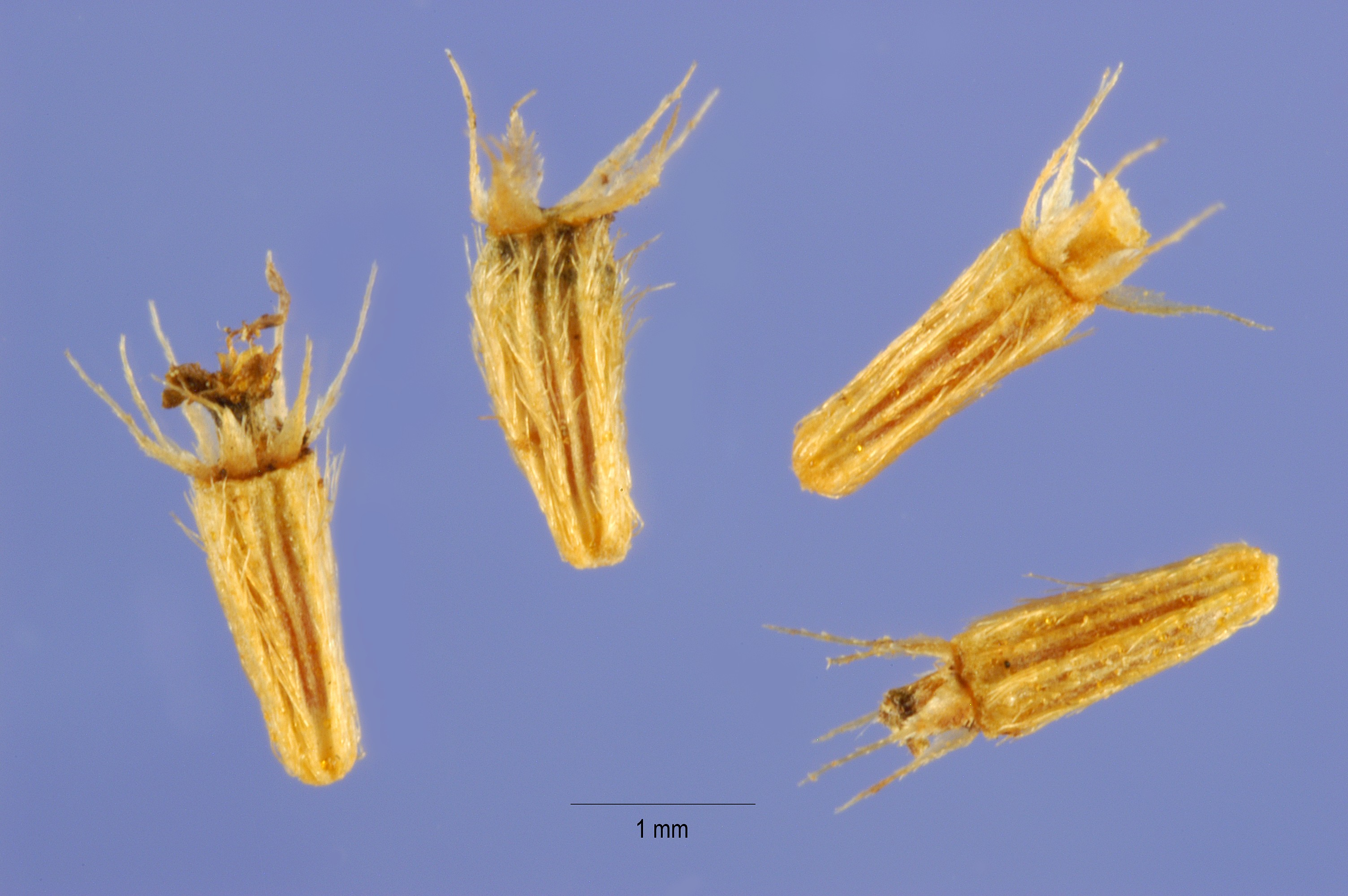
Nažky